# Mongrando
Mongrando é uma comuna italiana da região do Piemonte, província de Biella, com cerca de 4.021 habitantes. Estende-se por uma área de 16 km², tendo uma densidade populacional de 251 hab/km². Faz fronteira com Borriana, Camburzano, Donato, Graglia, Netro, Occhieppo Inferiore, Ponderano, Sala Biellese, Zubiena.

## Demografia
| Variação demográfica do município entre 1861 e 2011                               |
|                                                                                   |
| Fonte: Istituto Nazionale di Statistica (ISTAT) - Elaboração gráfica da Wikipedia |